# Hacha

Diagrama que muestra los puntos principales de un hacha.

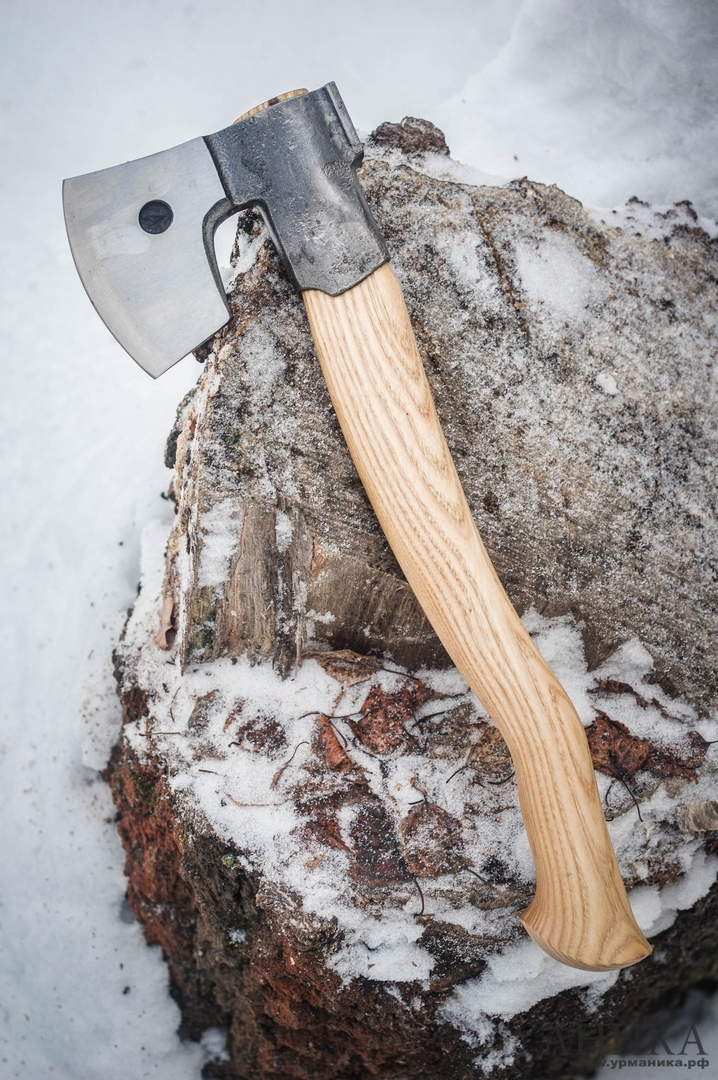
Hacha y tronco.

El hacha es una herramienta con un filo metálico que está fijado de forma segura a un mango, generalmente de madera, cuya finalidad es el corte mediante golpes. El uso típico para las hachas es cortar leña y talar árboles,pero en el pasado se usaron para cazar o luchar  , se emplearon como hacha de armas y hacha de guerra desde el Neolítico, o las hachas arrojadizas (francisca, tomahawk).
Antes del hacha moderna, el hacha de mano sin mango en la Edad de Piedra se usaba desde hace 1,5 millones de años antes del presente. Las hachas con mango (aquellas con mango) datan solo del 6000 a. C. Los primeros ejemplos de hachas con mango tienen cabezas de piedra con algún tipo de mango de madera adjunto (empuñadura) en un método que se adapta a los materiales disponibles y al uso. Las hachas hechas de cobre, bronce, hierro y acero aparecieron a medida que se desarrollaban estas tecnologías.
El hacha es un ejemplo de máquina simple, ya que es un tipo de cuña, o plano inclinado dual. Esto reduce el esfuerzo que necesita el cortador de leña. Divide la madera en dos partes por la concentración de presión en la cuchilla. El mango del hacha también actúa como una palanca que permite al usuario aumentar la fuerza en el borde de corte; no usar toda la longitud del mango se conoce como asfixiar el hacha. Para picar finamente usando un hacha lateral esto a veces es un efecto positivo, pero para talar con un hacha de doble filo reduce la eficiencia.
Generalmente, los ejes de corte tienen un ángulo de cuña poco profundo, mientras que los ejes de división tienen un ángulo más profundo. La mayoría de las hachas tienen doble biselado (es decir, simétricas con respecto al eje de la hoja), pero algunas hachas anchas especializadas tienen una sola hoja biselada y, por lo general, un mango desplazado que les permite usarse para terminar el trabajo sin poner los nudillos del usuario en riesgo de lesionarse. Menos comunes hoy en día, una vez fueron una parte integral del juego de herramientas de un carpintero, no solo una herramienta para usar en la silvicultura. Una herramienta de origen similar es el gancho.
La mayoría de las hachas modernas tienen cabezas de acero y mangos de madera, típicamente Carya en los EE. UU. y fresno en Europa y Asia, aunque también son comunes los mangos de plástico o fibra de vidrio. Las hachas modernas están especializadas por uso, tamaño y forma. Las hachas con mangos cortos diseñadas para usar con una mano a menudo se denominan hachas de mano, pero el término hacha de mano también se refiere a hachas sin mangos. Las hachas tienden a ser pequeñas hachas con mango, a menudo con un martillo en la parte trasera (la nuca). Como armas fáciles de fabricar, las hachas se han utilizado con frecuencia en combate y es una de las armas cuerpo a cuerpo más antiguas de la humanidad.

## Origen
El origen del hacha debe situarse en la prehistoria. También los primeros ejemplos de hachas de mano se remontan a 1,6 millones de años en el periodo Olduvai tardío, en el sur de Etiopía alrededor de 1,4 millones de años, y en depósitos de 1,2 millones de años en la Garganta de Olduvai. Las hachas de piedra hechas con filos de corte molienda se desarrollaron por primera vez en algún momento a finales del Pleistoceno en Australia, donde fragmentos de hachas con filo triturado de sitios en Arnhem Land se remontan al menos a 44 000 años; Las hachas con filo afilado estuvieron más tarde presentes en Japón en algún momento alrededor de 38 000 BP, y se conocen de varios sitios del Paleolítico superior en las islas de Honshu y Kyushu. 
Las hachas con mango se conocen por primera vez en el período Mesolítico (c. 6000 a. C.). Se han encontrado pocos mangos de madera de este período, pero parece que el hacha normalmente estaba empuñada en acuñar. Las amarras de brea de abedul y cuero crudo se utilizaron para fijar la hoja.
La distribución de hachas de piedra es una indicación importante del comercio prehistórico. El corte fino se usa para determinar la procedencia de las cuchillas de piedra. En Europa, las "fábricas de hachas" del Neolítico, donde se tallaban miles de hachas de piedra molida, se conocen de muchos lugares, como:
- Great Langdale, Inglatierra (toba)
- Isla de Rathlin, Irlanda (porcelanita)
- Krzemionki, Polonia (pedernal)
- Minas neolíticas de sílex de Spiennes, Bèlgica (pedernal)
- Plancher-les-Mines, Francia (pelita)
- Valle de Aosta, Italia (onfacita).

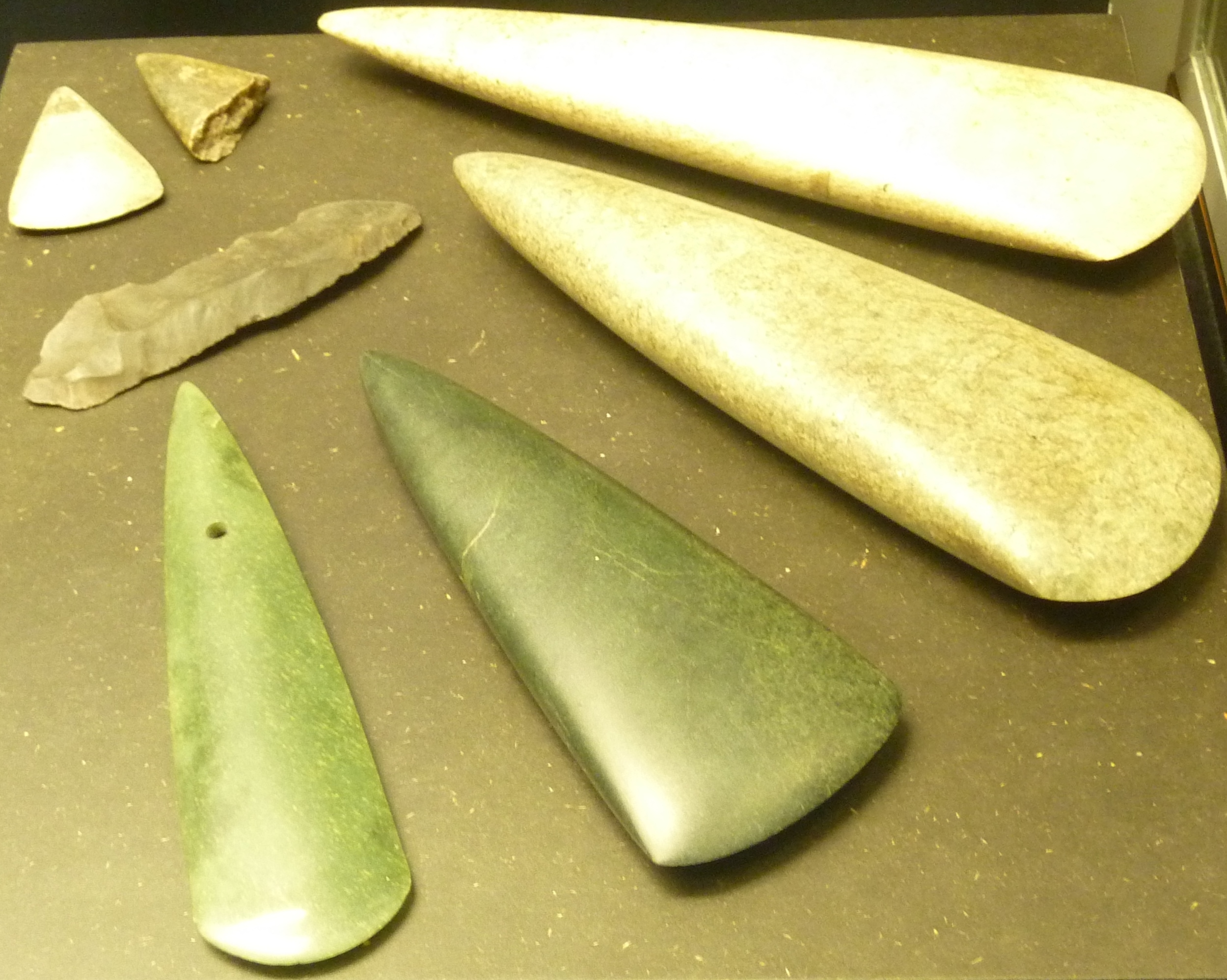
Hachas pulimentadas halladas en 1861 en el montículo de la Croix de Kerham en Ploemeur, Francia (hacia 4500 a 4000 a. C.).

Las hachas de metal todavía se producen y se usan hoy en día en partes de Papúa, Indonesia. El área Mount Hagen de Papúa Nueva Guinea era un importante centro de producción. Las piedras de sílice talladas en forma amigdaloide, y las de diorita o basalto pulidas en uno o dos extremos, y a veces con una muesca en medio, se sujetaban con fuertes ligaduras a un palo, formando con él ángulo recto, y servían como arma ofensiva en las luchas entre los hombres o contra los animales salvajes. Son muy notables las hachas martillo de Dinamarca, con un orificio en el centro.
En la Edad del Bronce se fabricaban de este metal o de cobre hachas semejantes a las neolíticas, vaciándolas en moldes de piedra. Las hachas de cobre se ataban igualmente a un palo, mediante ranuras y un asa, o se unía en él por medio de una especie de tubo que actuaba como mango. Tanto los persas como los egipcios utilizaron hachas de bronce o de hierro como armas de combate, ya que se han hallado algunas en tumbas faraónicas y otras aparecen representadas en pinturas. Asimismo, también las utilizaron los pueblos prehelenos, como muestran los hallazgos hechos en las excavaciones de Troya.

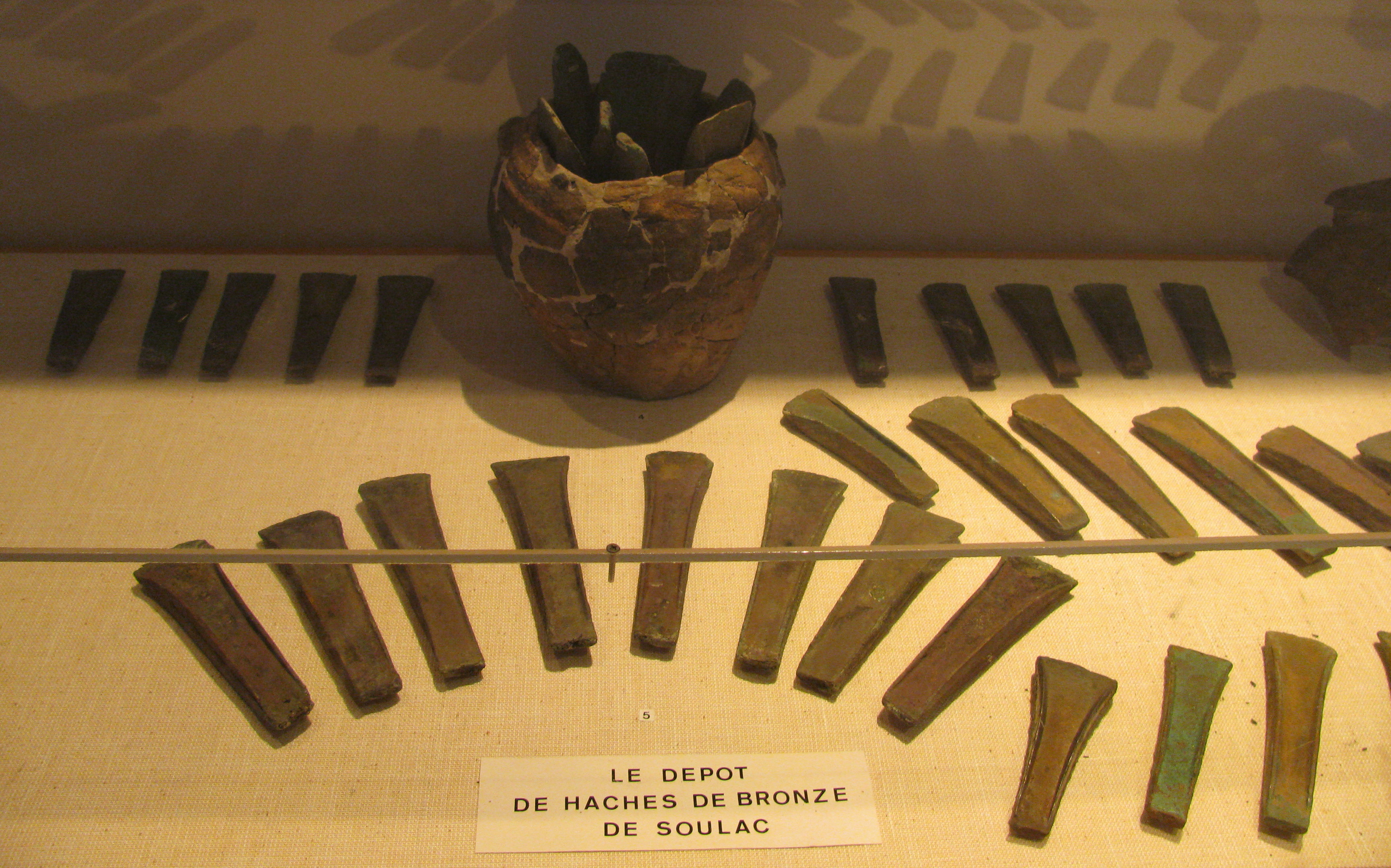
Hachas bridadas de la Edad de Bronce - Museo de Soulac-sur-Mer Francia.
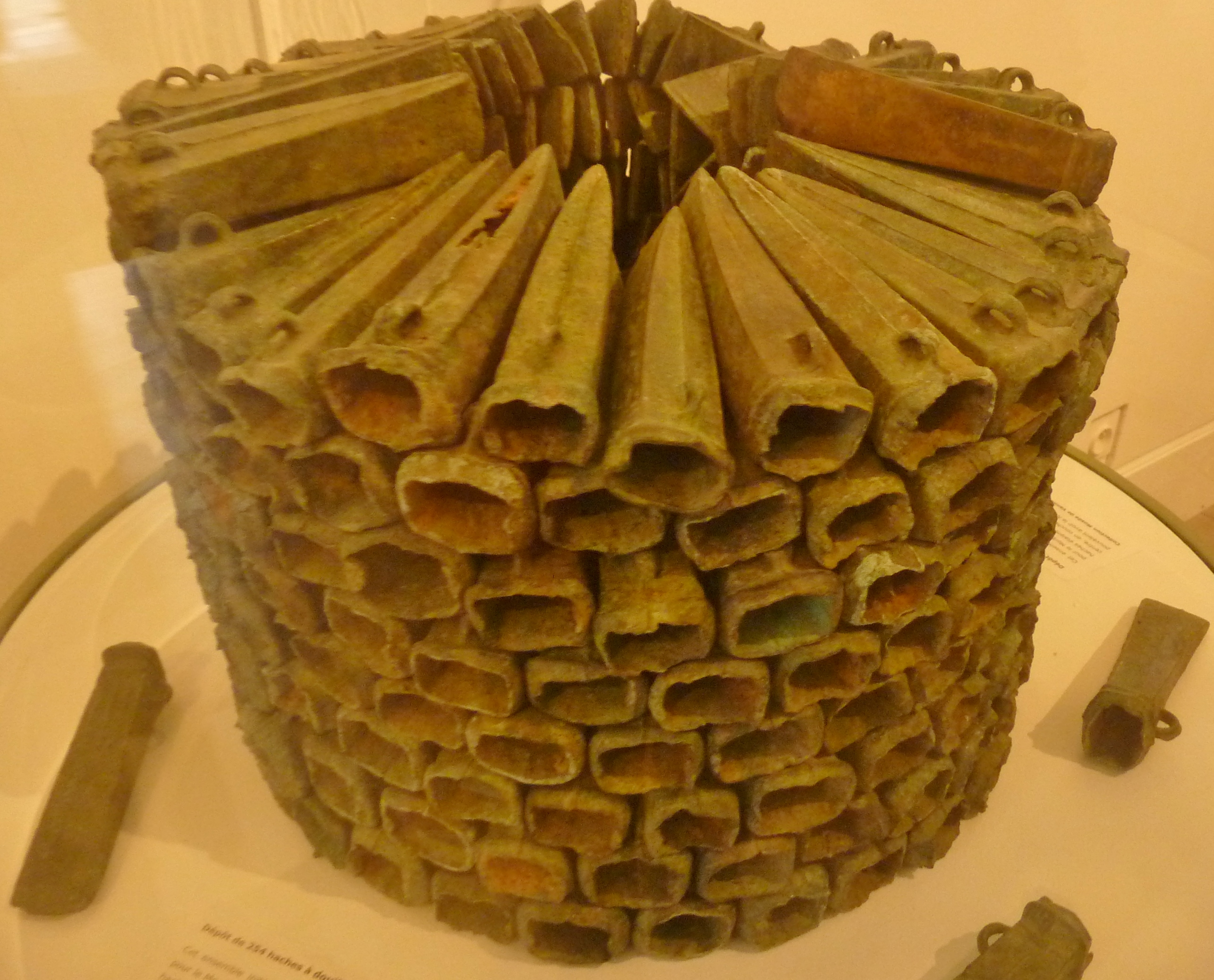
Yacimiento de hachas de boca de Langonnet (Museo de Historia y Arqueología de Vannes, Francia
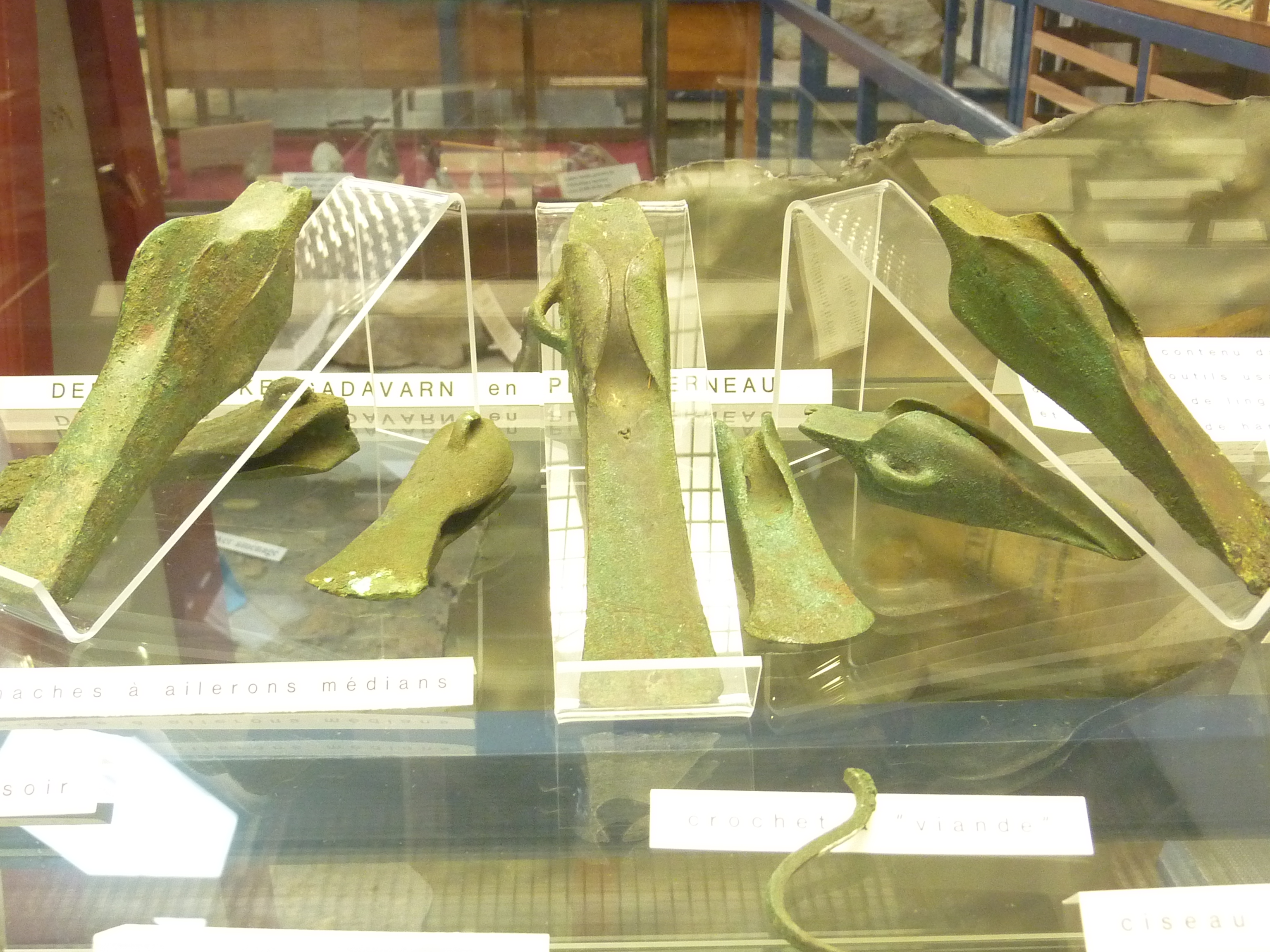
Hachas de aletas halladas en el yacimiento de Kergadavarn en  Plouguerneau (Musée de la préhistoire finistérienne de Penmarc'h)

Los griegos apenas se sirvieron de ellas. Los romanos las utilizaron mucho para cortarle los miembros a las tropas auxiliares y como distintivo de los lictores, quienes llevaban el hacha de doble filo dentro de sus fasces. Fue también arma de los germanos y los francos, y en la Edad Media estuvo muy en boga en los ejércitos europeos, guardando mucho parecido con la herramienta del mismo nombre. Pero desde fines del siglo XIV tomó la forma doble de lanza y hacha, confundiéndose luego con la alabarda. Hacia mediados o finales del siglo XVII dejó de ser un arma popular de combate en Europa, salvo en la marina de guerra, con la llamada hacha de abordaje.

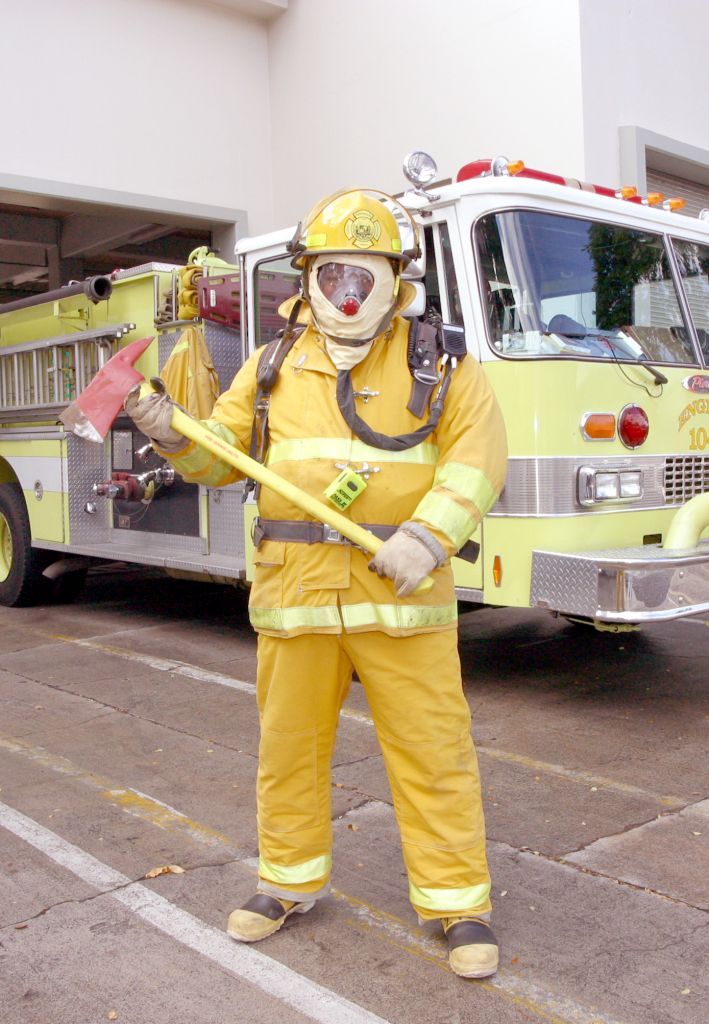
Los bomberos usan hachas para abrirse paso a través de puertas y ventanas en los incendios
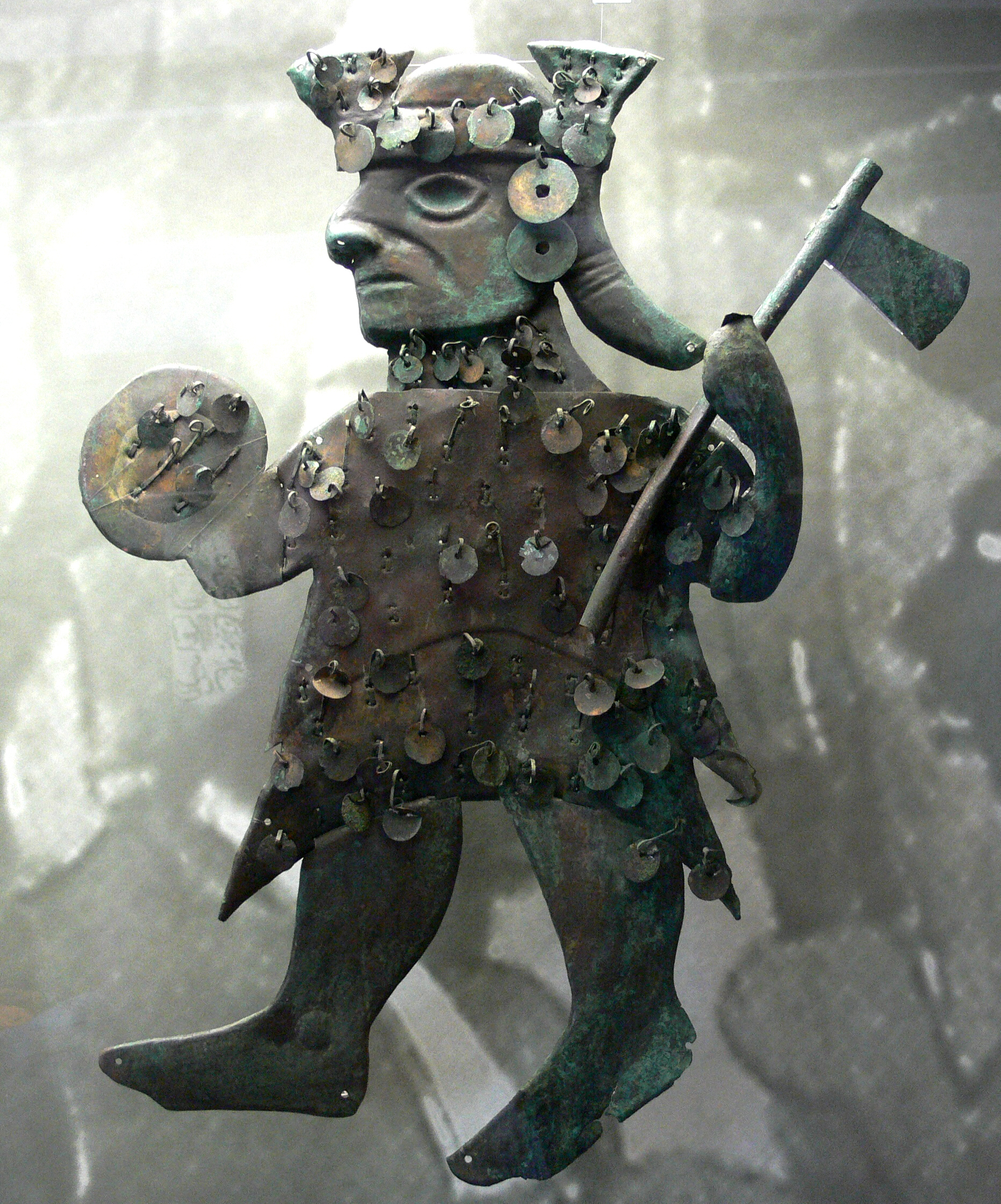
Guerrero mochica equipado con hacha y escudo
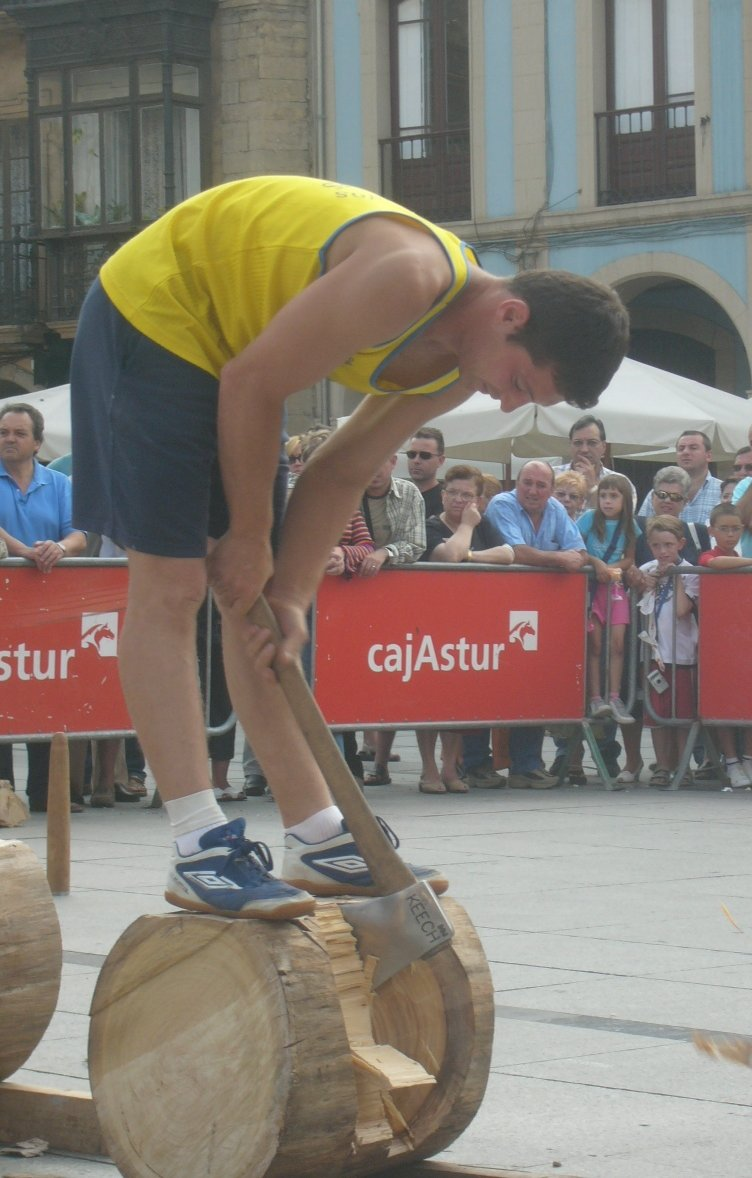
Las hachas se usan en deportes como el aizkolari, el corte de troncos, y el lanzamiento de hacha.
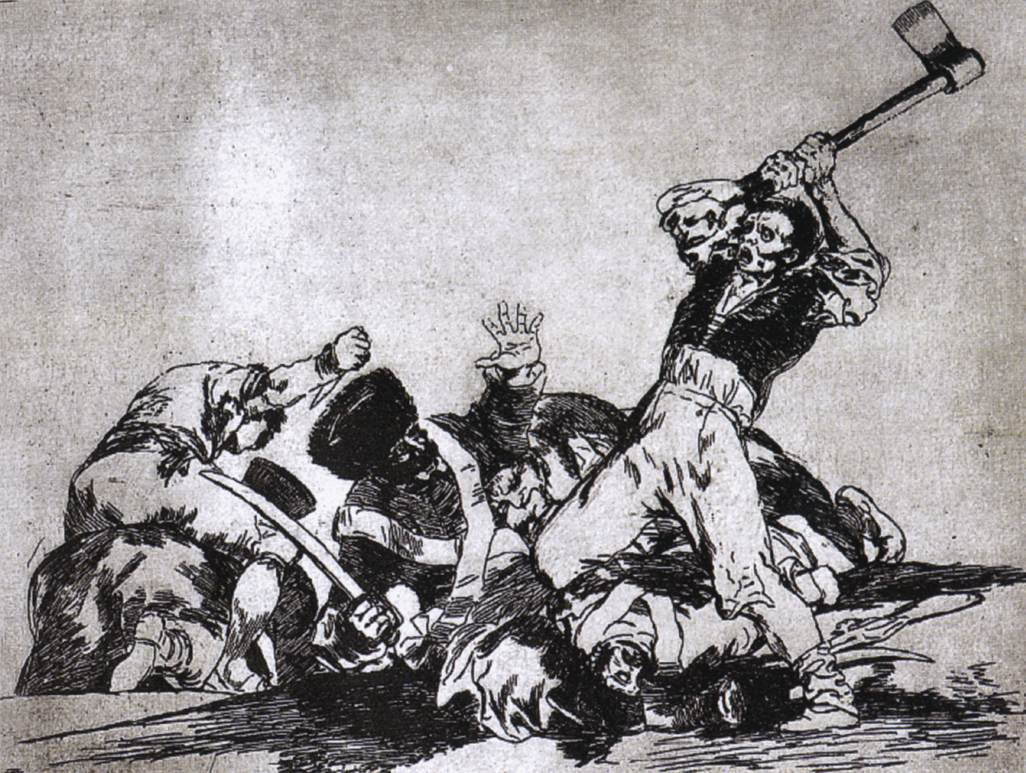
Los desastres de la guerra, «Lo mismo». Francisco de Goya refleja en su obra gráfica la brutalidad y barbarie a que se llegó en la guerra de la independencia española.
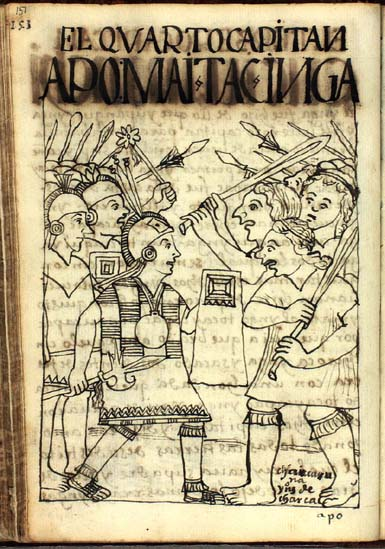
A la izquierda, un capitán incaico portando un hacha. Denotaban prestigio y rango dentro del ejército inca
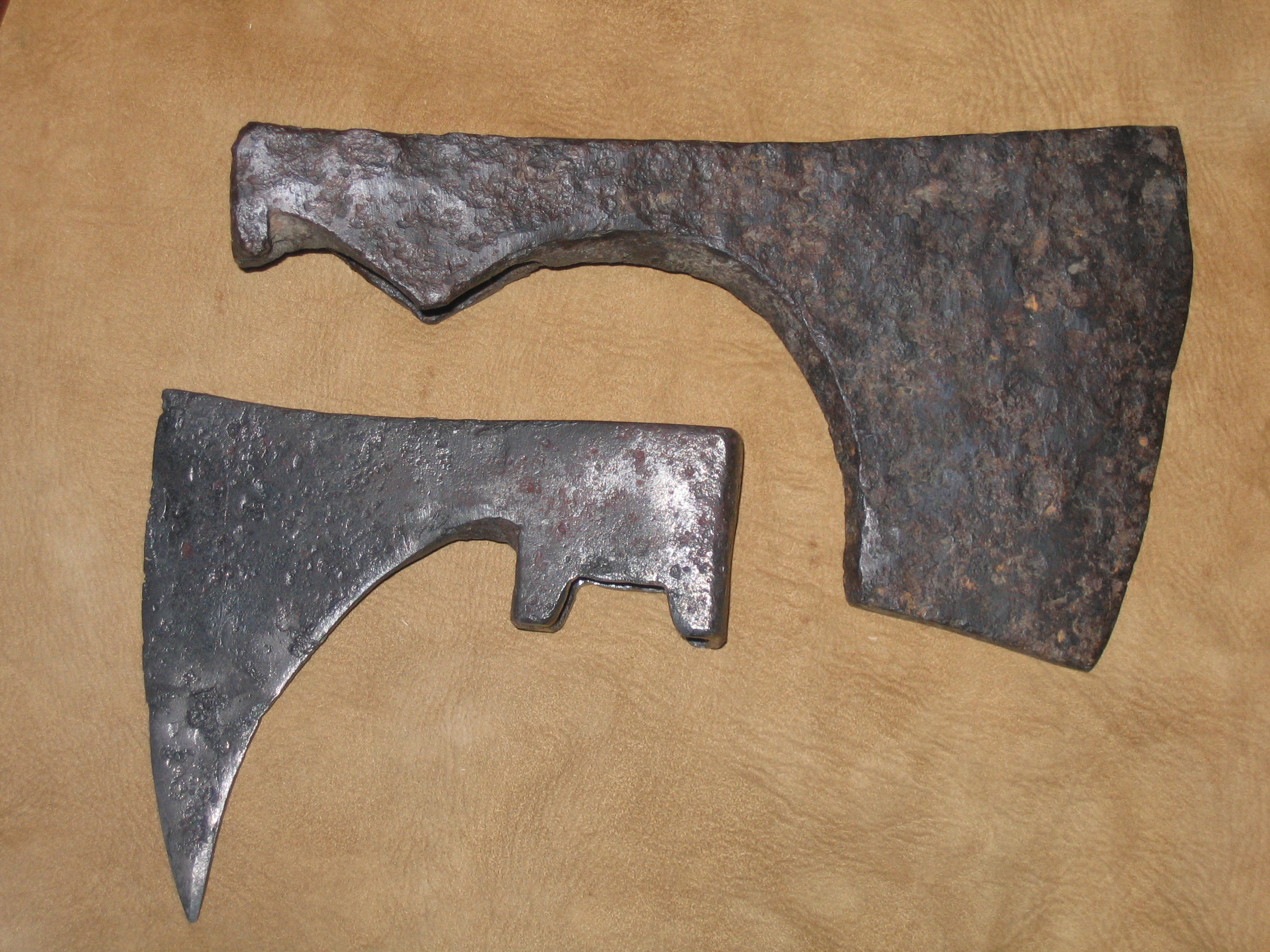
Hojas de hacha vikingas
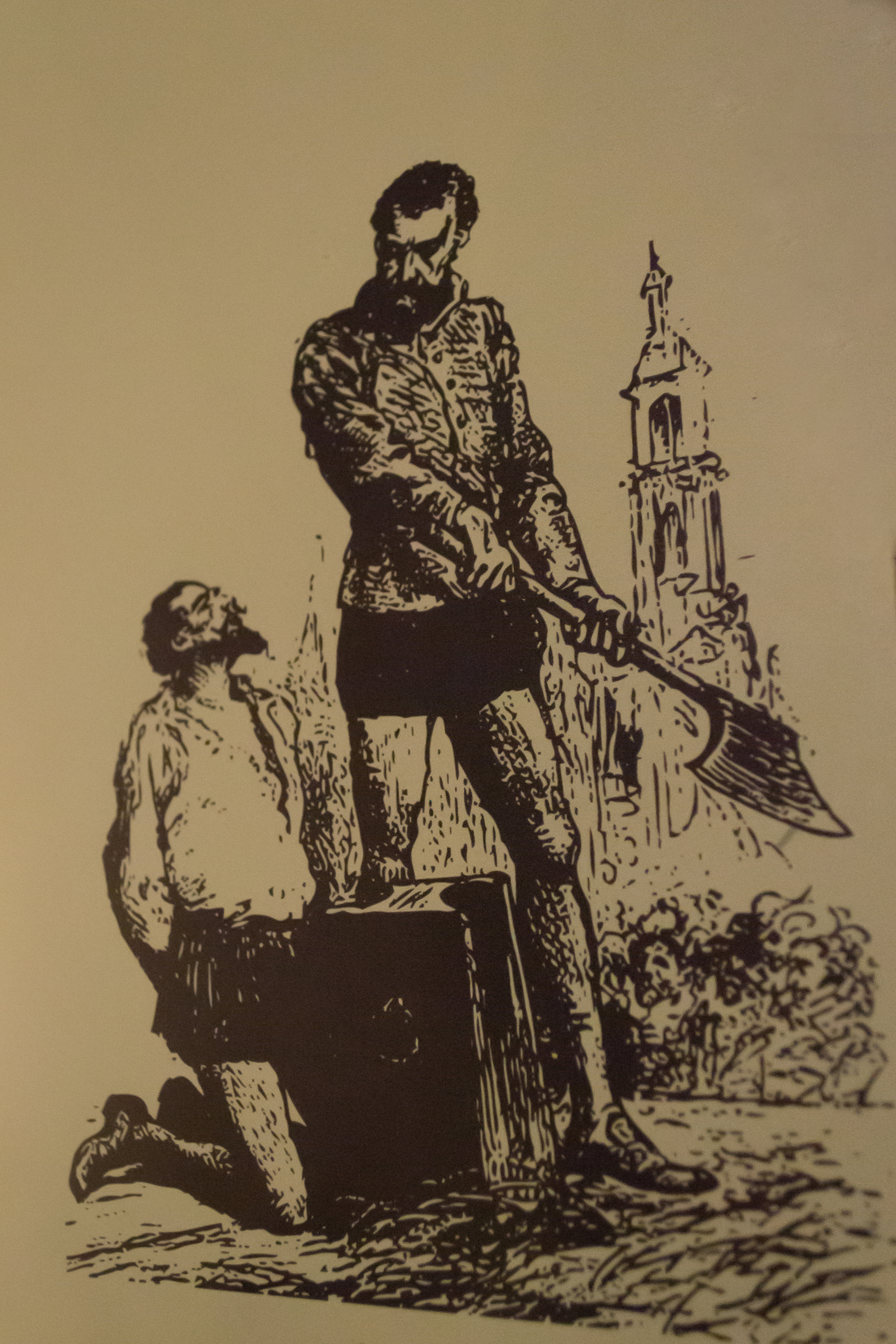
Ejecución por decapitación con hacha
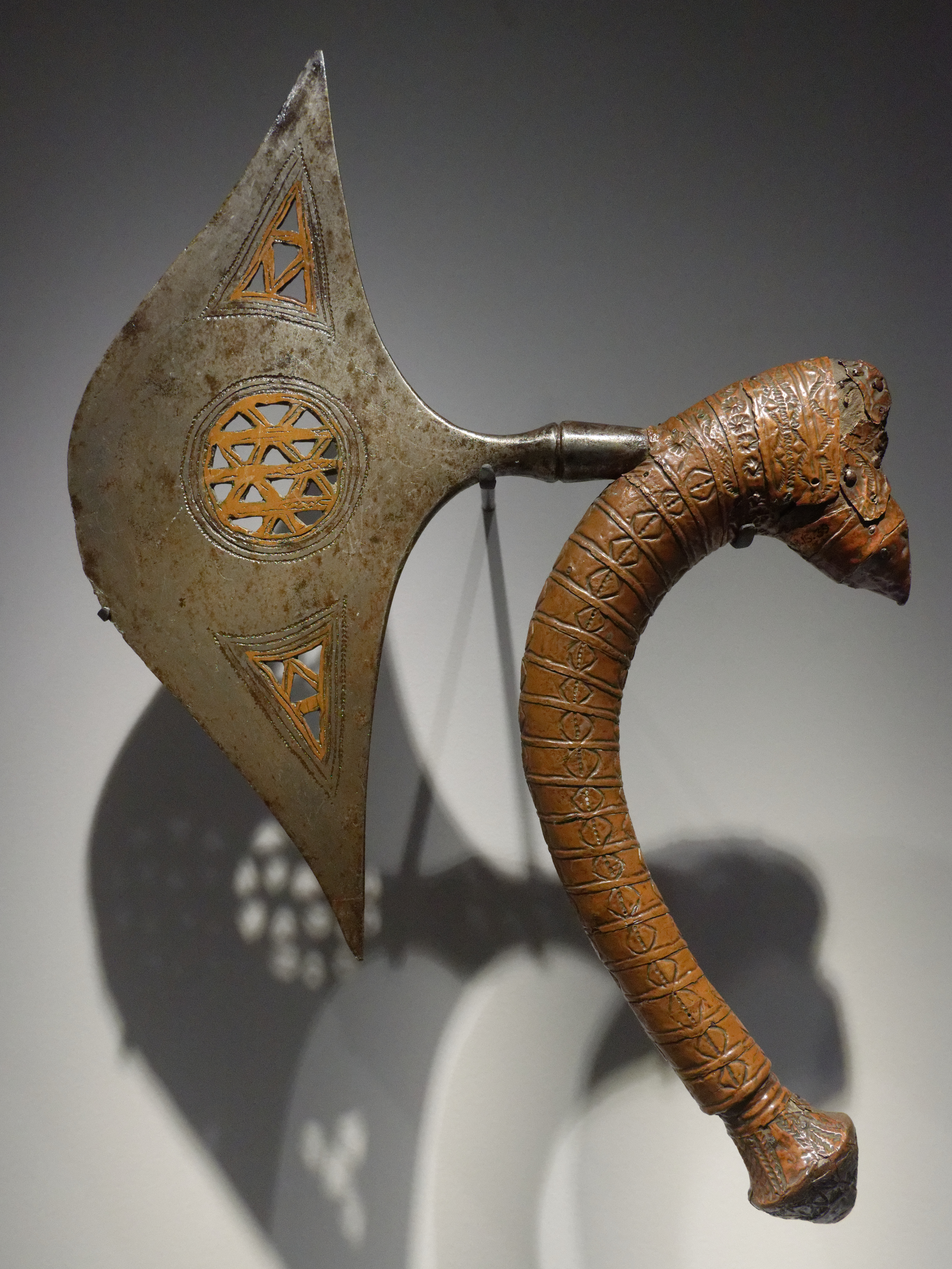
Hacha tradicional bantú

## Partes del hacha
El hacha tiene dos componentes principales: la "cabeza" del hacha y el "mango".

### Cabeza de hacha

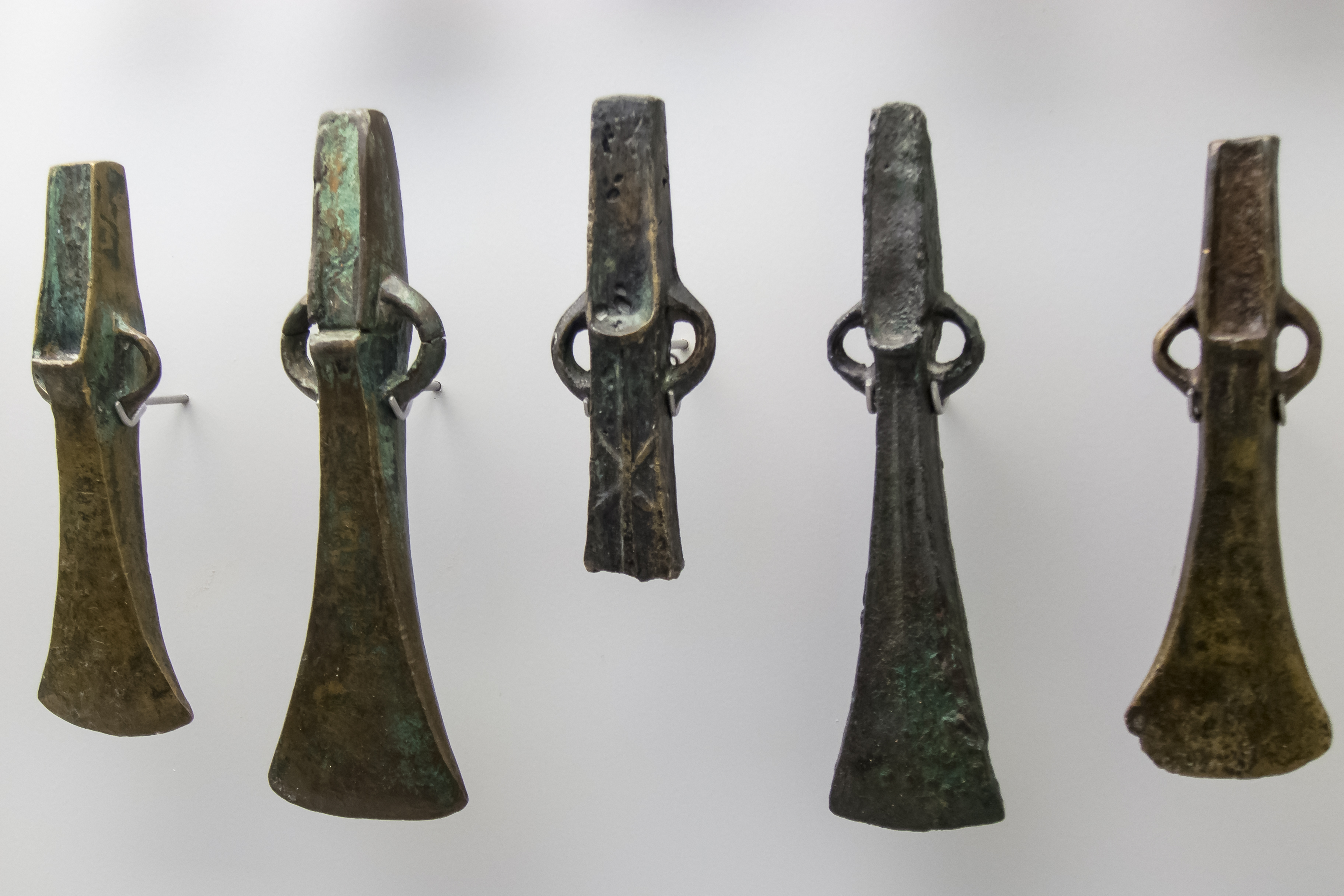
Cabezas de hachas de bronce, depositadas en el Museo Arqueológico de Asturias.

La "cabeza del hacha" generalmente está delimitada por la "punta" (o hoja) en un extremo y la "punta" en el otro, aunque algunos diseños presentan dos puntas opuestas. La esquina superior de la broca donde comienza el borde de corte se llama "punta", y la esquina inferior se conoce como "talón". Cualquiera de los lados de la cabeza se llama "mejilla", que a veces se complementa con "argollas" donde la cabeza se encuentra con el mango, y el orificio donde se monta el mango se llama "ojo". La parte de la broca que desciende por debajo del resto de la cabeza del hacha se llama "barba", y un "skeggöx" vikingo es una cabeza de hacha anticuada con una barba exagerada que a veces puede extender la borde de corte dos veces la altura del resto de la cabeza.
En el mundo rural a la parte posterior del hacha se le llama “el cotillo” Al rajar leños cuando el hacha queda clavada en la madera el siguiente golpe se da girando el hacha en el aire con el tronco clavado y golpeando con el cotillo. 

### Mango de hacha

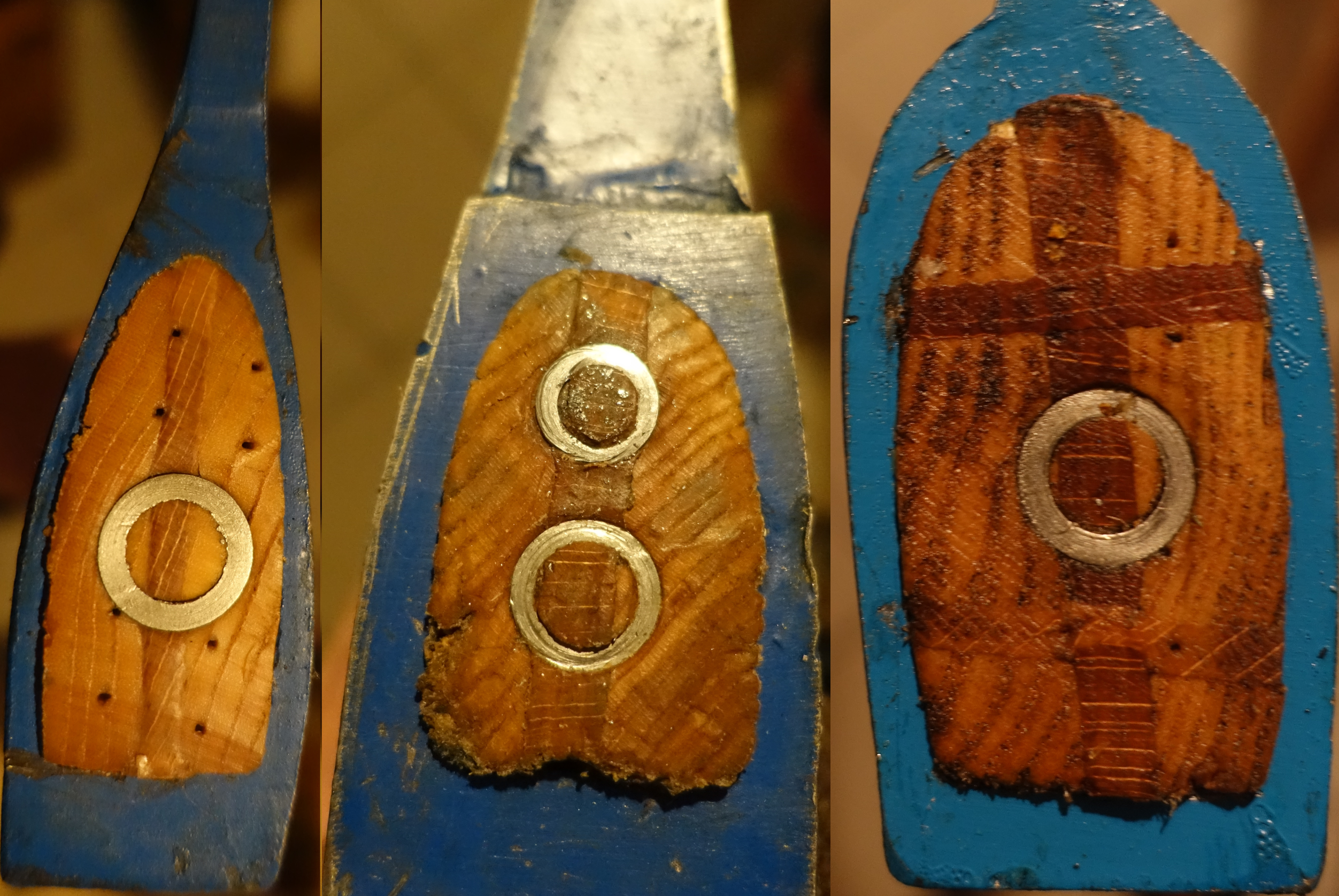
Acuñamiento de hachas

El mango del hacha a veces se llama mango. Tradicionalmente, estaba hecho de una madera dura resistente como nogal americano o fresno, pero las hachas modernas a menudo tienen mangos hechos de materiales sintéticos duraderos. Las hachas antiguas y sus reproducciones modernas, como el tomahawk, a menudo tenían un mango simple y recto con una sección transversal circular que encajaba en la cabeza del hacha sin la ayuda de cuñas o alfileres. Los mangos modernos están curvados para un mejor agarre y para ayudar en el movimiento de balanceo, y están montados de forma segura en la cabeza. El "hombro" es donde la cabeza se monta en el mango, y esta es una sección transversal ovalada o rectangular larga del mango que se asegura a la cabeza del hacha con pequeñas cuñas de metal o madera. El "vientre" del mango es la parte más larga, donde se arquea suavemente, y la garganta es donde se curva bruscamente hacia el corto "agarre", justo antes del final del mango, que se conoce como el nudo.

## Simbolismo, ritual y folclore

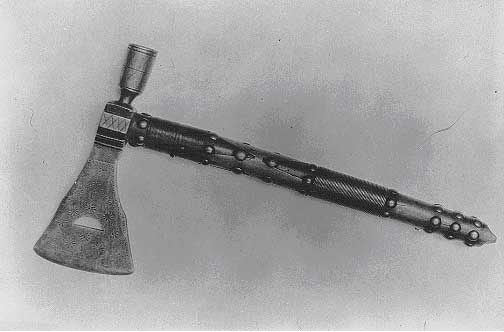
Tomahawk

Al menos desde el Neolítico tardío, las hachas elaboradas (hacha de guerra, hachas-T, etc.) tuvieron un significado religioso e indicaron probablemente el estado exaltado de su dueño. Algunos tipos casi nunca muestran rasgos de desgaste; depósitos de hojas de hachas sin mango del Neolítico medio (tales como Somerset Levels en Gran Bretaña) pueden haber sido ofrecidos a deidades.
En la Creta minoica, la labrys (hacha doble), tuvo un significado especial. El hacha doble data de los períodos del paleolítico y del neolítico.
En 1998, una labrys, con un mango elaboradamente embellecido, fue encontrada en Cham-Eslen, Cantón de Zug, Suiza. El mango tiene 120 cm de largo y está envuelto en ornamentos. La hoja del hacha tiene 17,4 cm de largo y está hecha de serpentina, extraída del área de San Gotardo. El mango tiene un orificio bicónico perforado, sujeto a cuernos, por presión, y a brea de abedul. Pertenece a la cultura neolítica de Cortaillod temprana.
En las fasces de la antigua Roma, el hacha simbolizaba la autoridad de ejecutar y eran usadas a menudo como símbolos de la Italia fascista a cargo de Benito Mussolini.
En el folclore, se creía que las hachas de piedra eran truenos, por lo que eran usadas para proteger de rayos a las construcciones, ya que míticamente se pensaba que un rayo siempre caería dos veces en un mismo lugar. Esto causó algunas torceduras en la distribución de hachas.

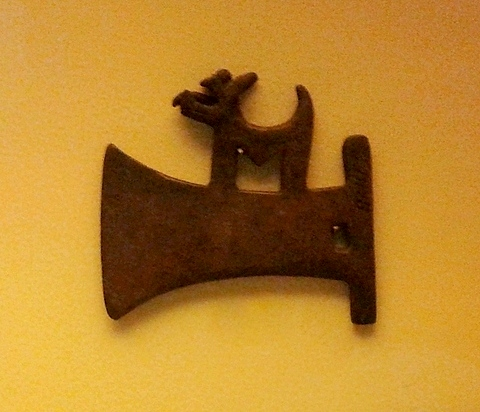
Cabeza de hacha inca, forjada en bronce

Las hachas de hierro fueron importantes además en la superstición. Un hacha arrojadiza podría mantener alejada una tormenta de granizo. A veces, las hachas eran ubicadas en los cultivos, con sus puntas apuntando al cielo, para proteger a las cosechas del mal tiempo. Un hacha vertical enterrada bajo el alféizar de una casa mantendría alejada la brujería, mientras que un hacha bajo la cama aseguraría la descendencia masculina.
Vascos, australianos y neozelandeses desarrollaron variantes de deportes rurales que perpetuaban las tradiciones del corte de troncos con hacha. Las variantes vascas, partiendo troncos dispuestos horizontal o verticalmente, son genéricamente llamadas aizkolaritza (de aizkora: hacha).
En la mitología yoruba, la oshe (hacha de doble cabeza) simboliza a Changó, el Orisha (dios) del trueno y rayo. Se dice que representa la justicia rápida y equilibrada. El altar de Changó contiene a menudo la figura tallada de una mujer sosteniendo un presente para el dios con un hacha de doble hoja clavada en su cabeza.
Las hachas eran símbolos de poder en el Área cultural andina y particularmente en el Imperio incaico. El topayauri, un cetro incaico, era un hacha semejante a una alabarda y elaborada de oro. Las hachas ceremoniales solían estar decoradas con motivos iconográficos zoomorfos y/o abstractos.

### Martillos y mazas
- Martillo de guerra
- Maza de armas

### Hachas neolíticas
- Borkowski, W. Krzemionki mining complex (Warszawa, 1995)
- Pétrequin, P. La hache de pierre: carrières vosgiennes et échanges de lames polies pendant le néolithique (5400 - 2100 av. J.-C.) (exposition musées d'Auxerre, Musée d'Art et d'Histoire) (París, Ed. Errance, 1995). (en francés)
- Bradley, R. y M. Edmonds. Interpreting the axe trade: production and exchange in Neolithic Britain, (1993). (en inglés)
- Pétrequin, P. y A. M. Pétrequin. Écologie d'un outil: la hache de pierre en Irian Jaya (Indonésie). CNRS Éditions, Mongr. du Centre Rech. Arch. 12 (París 1993). (en francés)

### Superstición
- H. Bächtold-Stäubli, Handwörterbuch des deutschen Aberglaubens (Berlín, De Gruyter, 1987). (en alemán)